# موشک بادکنکی

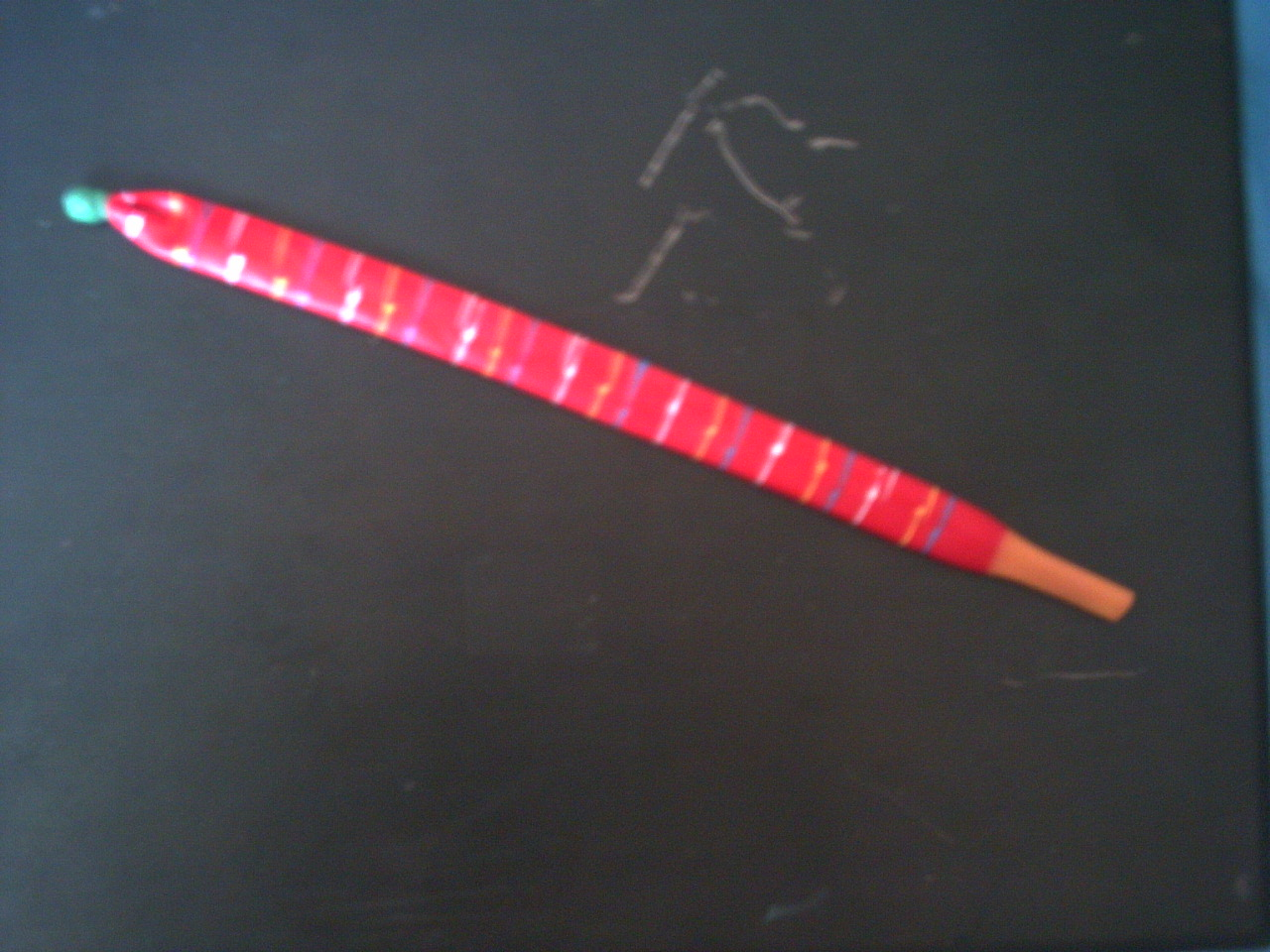
بادکنک سوتی پر نشده.

موشک بادکنکی (بادکنک سوتی یا بادکنک موشکی) نوعی بادکنک لاستیکی است که با هوا یا گازهای دیگر پر می‌شود. علاوه بر اسباب بازی‌های ساده، بادکنک موشکی به عنوان یک وسیله آموزشی برای نشان دادن فیزیک پایه به‌طور گسترده‌ای استفاده می‌شود.

## روش کار
برای راه اندازی بادکنک موشکی باید یک انتهای حلقوی آن باز شود تا باد به شدت خارج شود. انرژی کشسانی بالون هوا را از طریق سوراخ با نیروی کافی خنثی می‌کند و فشار حاصل باعث ایجاد نیروی رانشی می‌شود که بالون را به سمت جلو حرکت می‌دهد. به‌طور معمول، بالون به نحوی غیرقابل کنترل (و یا در مرکز جرم) حرکت می‌کند، و همچنین آشفتگی‌هایی که در هوای آزاد رخ می‌دهد، به دلیل انفجار هوا، باعث انفجار سریع هوا و پراکنده شدن هوا در جهت‌های مختلف به صورت تصادفی می‌شود.
نزدیک به پایان تخلیه هوا، بادکنک ممکن است به سرعت پرتاب شود و به زمین بیفتد
اگر بادکنک با هلیوم یا دیگر گازهای سبکتر از هوا پر شده باشد، به دلیل ماهیت سبک گاز، تمایل دارد که در یک مسیر شیبدار (معمولاً به سمت بالا) پرواز کند.

## در فیزیک
بادکنک موشکی می‌تواند به راحتی برای نشان دادن فیزیک ساده، یعنی قانون سوم حرکت نیوتن به کار رود. .